# پرستودریایی نهنگ‌نشین
پرستودریایی نهنگ‌نشین (نام علمی: Sternula balaenarum) نام یک گونه از تیره کاکاییان است.